# Selambs
Selambs är en roman från 1920 av den svenske författaren Sigfrid Siwertz. Romanen handlar om den hänsynslösa syskonskaran Selambs på godset Selambshov decennierna före första världskriget. De fyra äldre syskonen drivs i av begäret efter pengar och alla utvecklas till förbrytare, i legal eller moralisk mening.

## Tillkomst
Boken lär till vissa delar handla om familjen Wibom på Huvudsta gård. Sigfrid Siwertz sägs ha skrivit boken som en hämnd riktad mot Max Wibom. De hade varit goda vänner men blivit osams. Siwertz och Max bror John Wibom var svågrar – gifta med var sin syster. Mycket som sker i boken liknar Wiboms liv men många andra detaljer är fiktion helt och hållet. Bland annat var syskonen Wibom sex personer – alla pojkar.

## Mottagande
Boken fick vid sin utgivning ett mycket positivt mottagande. Ord&Bilds recensent, litteraturvetaren Sverker Ek, prisade "den välberäknade kompositionen och den för ett svenskt verk ovanliga kunnigheten" samt kallade boken "i sitt slag mästerlig". I Svensk tidskrift skrev bibliotekarien Oscar Wieselgren att "som komposition och karaktärsskildring lika betydande intar Siwertz’ roman en särställning inom vår nyaste litteratur". En annan biblioteksman, Hjalmar Lundgren, skrev i Biblioteksbladet att personskildringarna i Selambs "är psykologiska studier av mycken intensitet, kraft och klarhet. Författaren har gett sina gestalter liv och tydligt individualiserat dem var för sig. Det dominerande karaktärsdraget, egoismen, bryter sig hos de olika individerna i skiftande facetteringar" samt avslutade med att konstatera att "Selambs är ett litterärt dokument, ett märkligt tvärsnitt genom den senare tidens Sverige. Man måste vända sig till de verkligt stora litteraturverken för att finna något jämförligt".

## TV-serie
Romanen dramatiserades som en TV-serie med samma namn i Sveriges Television 1979.